# Zsolnai-medence
A Zsolnai-medence (szlovákul: Žilinská kotlina) Szlovákia északnyugati részén, az Északnyugati-Kárpátokon belül fekszik, a Tátra–Fátra-vidék b15-ös régióját képezi.
A medencét hegységek határolják, többek közt a Sztrázsó-hegység Szulyói-hegycsoportja, a Javorník, valamint a Kisucai-hegység zárja körül, míg keleten a Kis-Fátra a szomszédja. A Zsolnai-medence a Vág és mellékfolyóinak alsó szakasza mentén alakult ki. Tengerszint feletti magassága mintegy 350–400 méter.
Szlovákia hűvösebb vidékei közé tartozik. Mezőgazdasági szempontból rozs, zab és burgonya termelése folyik a vidéken. Geológiai adottságaira jellemző a mészkő, a dolomit és a mélyebb rétegekben fekvő andezit.
Számos ritka állat- és növényfaj található meg a régión belül. A környező hegyek miatt a terület igen fontos turisztikai központ.
A régió legjelentősebb települése Zsolna, mely a Zsolnai kerület központja és az ötödik legnépesebb város Szlovákiában.

## Fordítás
Ez a szócikk részben vagy egészben  a(z)   Žilinská kotlina című szlovák Wikipédia-szócikk fordításán alapul.  Az eredeti cikk szerkesztőit annak laptörténete sorolja fel. Ez a jelzés csupán a megfogalmazás eredetét és a szerzői jogokat jelzi, nem szolgál a cikkben szereplő információk forrásmegjelöléseként.